# Чумаковский (Усть-Донецкий район)
Чумаковский — хутор в Усть-Донецком районе Ростовской области.
Входит в состав Нижнекундрюченского сельского поселения.

## География

### Улицы
| - ул. Донецкая, - ул. Донская, - ул. Колхозная, - ул. Масловская, - ул. Полевая, - ул. Речная, | - ул. Степная, - ул. Строителей, - ул. Шоссейная, - пер. Дачный, - пер. Рабочий. |

## Население
| 2010 |
| ---- |
| 225  |